# Rumänischer Eishockeypokal 2008/09
Der Rumänische Eishockeypokal, rumänisch Cupa României la Hochei pe gheață wird seit 1969 ausgetragen.

## Teilnehmer und Modus
An der Austragung des Rumänischen Eishockeypokals im Jahre 2008/09 nahmen die sechs Mannschaften der vorjährigen Rumänischen Liga und zwei zweite Mannschaften, sogenannte Farmteams, teil. In zwei Gruppen qualifizierten sich die jeweils beiden ersten für die Halbfinalspiele. In Überkreuzvergleichen wurden die Finalisten ermittelt. Es fand jeweils nur ein Spiel ohne Rückspiel statt.
| SCM Fenestela 68 Brașov       | Sport Club Miercurea Ciuc | Sport Club Miercurea Ciuc II |
| HC Csíkszereda Miercurea Ciuc | CS Progym Gheorgheni      | CS Progym Gheorgheni II      |
| Steaua Bukarest               | CSM Dunărea Galați        | Sportul Studențesc Bukarest  |

## Gruppenphase

### Gruppe A
| 5. September 2008 | CS Progym Gheorgheni | 22:2 (7:0, 7:1, 8:1) | CS Progym Gheorgheni II |  |

| 6. September 2008 | CS Progym Gheorgheni | 5:4SO (2:2, 2:2, 0:0, 0:0OT, 1:0) | SCM Fenestela 68 Brașov |  |

| 7. September 2008 | CS Progym Gheorgheni II | 1:5 (0:1, 1:1, 0:3) | SCM Fenestela 68 Brașov |  |

| 17. September 2008 | Sport Club Miercurea Ciuc II | 2:12 (2:1, 0:6, 0:5) | CS Progym Gheorgheni |  |

| 26. September 2008 | Sport Club Miercurea Ciuc II | 4:3OT (2:1, 1:1, 0:1, 1:0) | CS Progym Gheorgheni II |  |

| 1. Oktober 2008 | Sport Club Miercurea Ciuc | 15:2 (3:0, 6:1, 6:1) | CS Progym Gheorgheni II |  |

| 8. Oktober 2008 | CS Progym Gheorgheni | 8:5 (3:1, 2:1, 3:3) | Sport Club Miercurea Ciuc |  |

| 15. Oktober 2008 | SCM Fenestela 68 Brașov | 21:1 (9:0, 7:0, 5:1) | Sport Club Miercurea Ciuc II |  |

| 8. November 2008 | Sport Club Miercurea Ciuc | 12:1 (3:1, 4:0, 5:0) | Sport Club Miercurea Ciuc II |  |

| 12. November 2008 | SCM Fenestela 68 Brașov | 3:0 (1:0, 1:0, 1:0) | Sport Club Miercurea Ciuc |  |

| Platz | Verein                       | Sp. | S | S2 | N1 | N | Tore  | Punkte |
| ----- | ---------------------------- | --- | - | -- | -- | - | ----- | ------ |
| 1     | CS Progym Gheorgheni         | 4   | 3 | 1  | 0  | 0 | 47:13 | 11     |
| 2     | SCM Fenestela 68 Brașov      | 4   | 3 | 0  | 1  | 0 | 33:7  | 10     |
| 3     | Sport Club Miercurea Ciuc    | 4   | 2 | 0  | 0  | 2 | 32:14 | 6      |
| 4     | Sport Club Miercurea Ciuc II | 4   | 0 | 1  | 0  | 3 | 8:48  | 2      |
| 5     | CS Progym Gheorgheni II      | 4   | 0 | 0  | 1  | 3 | 8:46  | 1      |

### Gruppe B
| 6. September 2008 | HC Csíkszereda Miercurea Ciuc | 26:1 (11:0, 7:1, 8:0) | CSM Dunărea Galaţi |  |

| 15. September 2008 | Steaua Bukarest | 12:0 (4:0, 4:0, 4:0) | Sportul Studențesc |  |

| 3. November 2008 | HC Csíkszereda Miercurea Ciuc | 20:2 (10:2, 4:0, 6:0) | Sportul Studențesc |  |

| 7. November 2008 | Sportul Studențesc | 3:4OT (2:1, 0:2, 1:0, 0:1) | CSM Dunărea Galaţi |  |

| 8. November 2008 | Steaua Bukarest | 21:0 (5:0, 10:0, 6:0) | CSM Dunărea Galaţi |  |

| 12. November 2008 | HC Csíkszereda Miercurea Ciuc | 7:5 (0:1, 4:1, 3:3) | Steaua Bukarest |  |

| Platz | Verein                        | Sp. | S | S2 | N1 | N | Tore | Punkte |
| ----- | ----------------------------- | --- | - | -- | -- | - | ---- | ------ |
| 1     | HC Csíkszereda Miercurea Ciuc | 3   | 3 | 0  | 0  | 0 | 53:8 | 9      |
| 2     | Steaua Bukarest               | 3   | 2 | 0  | 0  | 1 | 38:7 | 6      |
| 3     | CSM Dunărea Galați            | 3   | 0 | 1  | 0  | 2 | 4:50 | 2      |
| 3     | Sportul Studențesc Bukarest   | 3   | 0 | 0  | 1  | 2 | 5:36 | 1      |

## Finalturnier

### Halbfinale
| 27. Dezember 2008 | HC Csíkszereda Miercurea Ciuc | 3:4 (0:2, 1:2, 2:0) | SCM Fenestela 68 Brașov | Gheorgheni |

| 27. Dezember 2008 | CS Progym Gheorgheni | 3:4 (0:3, 2:1, 1:0) | Steaua Bukarest | Gheorgheni |

### Spiel um Platz 3
| 28. Dezember 2008 | HC Csíkszereda Miercurea Ciuc | 3:2 (0:0, 2:1, 1:1) | CS Progym Gheorgheni | Gheorgheni |

### Finale
| 28. Dezember 2008 | SCM Fenestela 68 Brașov | 2:5 (0:3, 2:0, 0:2) | Steaua Bukarest | Gheorgheni |